# 이위 (청나라)
이위(중국어 간체자: 李卫, 정체자: 李衛, 병음: lǐ wèi 리웨이[*], 1687년 ~ 1738년)는 청나라의 관원이다. 지금의 장쑤성 쉬저우시 펑현 출신으로 절강총독을 역임하다. 자는 우규(又玠).